# Krasnoarmejskij rajon (Oblast' di Čeljabinsk)
Il Krasnoarmejskij rajon (in russo Красноармейский район?) è un rajon dell'oblast' di Čeljabinsk, nella Siberia occidentale; il capoluogo è Miasskoe.